# Utacchi
Utacchi (うたっち) é um jogo de ritmo desenvolvido e publicado pela Konami para o Nintendo DS, um console de jogos portátil, em 2010, lançado exclusivamente no Japão. Ele é um spin-off da série de jogos Pop'n Music, também exclusiva do Japão. O jogo é jogado segurando o DS como se fosse um livro; e o jogador interage com a queda de notas usando o stylus. O nome Utacchi é derivado das palavras Japonesas uta, que significa "canção"; e "tacchi", uma palavra emprestada do inglês, que significa "tocar".

## Jogabilidade
Utatchi funciona de uma forma semelhante a outros jogos da Bemani, aonde as notas vêm de cima para baixo em direção a sombras. Quando a nota atinge o centro da sombra, uma das quatro ações devem ser tomadas, com base na cor da nota:
| Cor da nota | Descrição                                                       |
| ----------- | --------------------------------------------------------------- |
| Vermelho    | Deve-se tocar na nota.                                          |
| Amarelo     | Deve-se tocar na nota e deslizar o stylus para cima.            |
| Azul        | Deve-se segurar a nota.                                         |
| Verde       | Deve-se segurar a nota e mexer o stylus para cima e para baixo. |

Para passar em uma música, o jogador deve terminar com pelo menos 2/3 da barra de vida cheia. Como em outros jogos de ritmo, isto é gerado ao bater as notas na hora certa. Existem três graus de temporização: "bom", "ok" e "boo". Os dois primeiros irão aumentar a sua barra de vida, enquanto o último irá reduzi-la.

### Dificuldade
Pode-se jogar com uma, três ou cinco linhas. Nos modos de uma e três linhas, há dois níveis de dificuldade: simples e difícil. O modo de cinco linhas só pode ser jogado no modo difícil.

### Modos de jogo
Jogo normal: Usa a jogabilidade listada acima. Cada nota gera um som da música.
Jogo vocal: Também utiliza a jogabilidade listada acima, mas, além disso, o jogador deve cantar trechos da música, usando o microfone; para substituir os vocais da música. O campo é deslocado na ordem conforme a música.
Karaoke: Usa o microfone para detectar quando o jogador está cantando. O jogo julga baseado na presença de som; e não no campo. Karaoke utiliza o modo de cinco linhas.

## Lista de faixas
Estas músicas ficam desbloqueadas no início do jogo:
| Canção                                                                                               | Artista        | Programa de TV/Jogo        |
| --- | -------------- | -------------------------- |
| Genesis of Aquarion (創聖のアクエリオン, Sōsei no Akuerion) (創聖のアクエリオン, Sōsei no Akuerion?) | Akino          | Gênesis de Aquarion        |
| Dreamin                                                                                              |                |                            |
| Anpanman March (アンパンマンのマーチ, Anpanman no Machi)                                             | Anpanman       |                            |
| Cloudy Skies (曇天, Donten)                                                                          | DOES           | Gintama                    |
| My First Kiss (はじめてのチュウ, Hajimete no Chū)                                                    | Anshin Papa    | Kiteretsu Daihyakka        |
| Locolotion (ロコローション, Rokorōshon)                                                              | ORANGE RANGE   |                            |
| A Cruel Angel's Thesis (残酷な天使のテーゼ, Zankoku na Tenshi no Tēze)                               | Yoko Takahashi | Neon Genesis Evangelion    |
| Dancing Pompokolin (踊るポンポコリン, Odoru Ponpokolin)                                              | B. B. Queens   | Chibi Maruko-chan          |
| Blue Bird (ブルーバード, Burūbādo)                                                                   | Ikimonogakari  | Naruto Shippuden           |
| Sky-Blue Days (空色デイズ, Sorairo Deizu)                                                            | Shoko Nakagawa | Tengen Toppa Gurren Lagann |

## Multiplayer
Até quatro pessoas podem jogar juntas, usando o link do jogo; ou fazendo download do jogo.